# Forest Hills Challenger 2006
Il Forest Hills Challenger 2006 è stato un torneo di tennis facente parte della categoria ATP Challenger Series nell'ambito dell'ATP Challenger Series 2006. Il torneo si è giocato a Forest Hills negli Stati Uniti dal 15 al 21 maggio 2006 su campi in terra verde.

## Vincitori

### Singolare
Robert Kendrick ha battuto in finale  Cecil Mamiit con il punteggio di 6–2, 6–2

### Doppio
Chris Drake /  Cecil Mamiit hanno battuto in finale  Eric Butorac /  Mirko Pehar 6–4, 6–1